# Liste von Biberbrunnen
In dieser Liste sind Biberbrunnen aufgeführt, also Brunnen im öffentlichen Raum, die Biber zum Thema haben.

## Deutschland
| Bezeichnung                  | Bild           | Standort                                                                              | Bundesland        | Künstler             | Errichtung Einweihung | Weitere Informationen                               |
| ---------------------------- | -------------- | ------------------------------------------------------------------------------------- | ----------------- | -------------------- | --------------------- | --------------------------------------------------- |
| Biberbrunnen (Berlin)        | weitere Bilder | Berlin, im Rosengarten des Volksparks Humboldthain im Bezirk Mitte von Berlin (Lage)  | Berlin            | Max Rose (1906–1993) | 1965                  | Siehe auch: Brunnenübersicht im Ortsteil Wedding    |
| Biberbrunnen (Beverstedt)    |                | Beverstedt (Landkreis Cuxhaven) (Lage)                                                | Niedersachsen     |                      |                       | Siehe                                               |
| Biberbrunnen (Dessau-Roßlau) | weitere Bilder | Dessau-Roßlau, am Funkplatz im Stadtteil Dessau (Lage)                                | Sachsen-Anhalt    | Emanuel Semper       | 1903                  |                                                     |
| Biberbrunnen Heilbronn       |                | Heilbronn, Paulinenstraße, Pausenhof der Johann-Jakob-Widmann Schule                  | Baden-Württemberg | Fritz Melis          | 1965                  |                                                     |
| Biberbrunnen (Heilbronn)     | weitere Bilder | Heilbronn-Biberach, beim Haus Unterlandstraße 2 (Lage)                                | Baden-Württemberg |                      |                       |                                                     |
| Biberbrunnen (Stuttgart)     | weitere Bilder | Stuttgart, im Stadtbezirk Feuerbach, am Bezirksrathaus Wilhelm-Geiger-Platz 10 (Lage) | Baden-Württemberg | Ludwig Eisenlohr     | 1909                  | Siehe auch: Kunst im öffentlichen Raum in Stuttgart |

## Weitere
| Bezeichnung           | Bild           | Standort                                                                | Staat      | Künstler | Errichtung Einweihung | Weitere Informationen      |
| --------------------- | -------------- | ----------------------------------------------------------------------- | ---------- | -------- | --------------------- | -------------------------- |
| Biberbrunnen (Weyer)  | weitere Bilder | Weyer, am Haus Marktplatz 17 (Bezirk Steyr-Land, Oberösterreich) (Lage) | Österreich |          |                       | siehe Denkmallisteneintrag |
| Biberbrunnen (Zürich) |                | Zürich (Lage)                                                           | Schweiz    |          |                       |                            |